# لام زهي جين
وإسمه الكامل زهي جين أندرياس لام (بالألمانية: Zhi-Gin Andreas Lam) و (بالصينية: 林志堅) وهو لاعب كرة قدم ألماني من أصل صيني هونغ كونغي ولد في يوم 4 يونيو 1991 في مدينة هامبورغ ألمانيا ويلعب حاليا في نادي هامبورغ الرياضي.

## روابط خارجية
- لام زهي جين على موقع إي إس بي إن إف سي (الإنجليزية)
- لام زهي جين على موقع قاعدة بيانات كرة القدم.إي يو (الإنجليزية)
- لام زهي جين على موقع بيانات كرة القدم. دي إي (الألمانية)
- لام زهي جين على موقع Soccerbase.com (لاعب) (الإنجليزية)
- لام زهي جين على موقع Soccerway.com (الإنجليزية)
- لام زهي جين على موقع عالم كرة القدم.نت (الإنجليزية)
- لام زهي جين على موقع AS.com (الإسبانية)